# Пасіки (Охтирський район)
Па́сіки — село в Україні, у Чупахівській селищній громаді Охтирського району Сумської області. Населення становить 15 осіб. Колишній орган місцевого самоврядування — Олешнянська сільська рада.

## Географія
Село Пасіки знаходиться на правому березі річки Олешня, вище за течією примикає село Нове, нижче за течією на відстані 1 км розташоване село Стара Іванівка.